# Décongestionnant

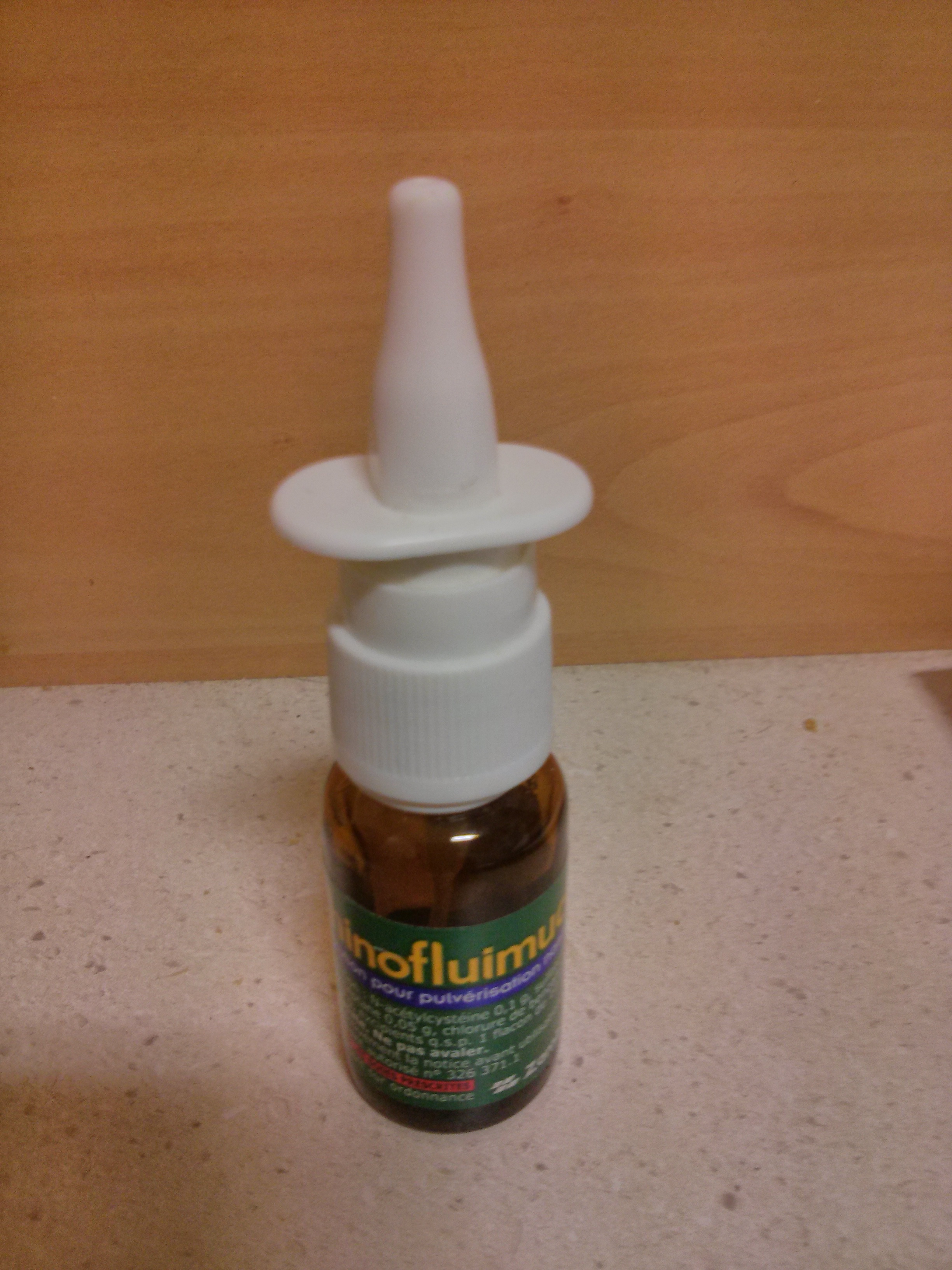
Rhinofluimucil, décongestionnant nasal

Un décongestionnant, ou décongestionnant nasal, est un type de médicament pharmaceutique utilisé pour soulager la congestion nasale des voies respiratoires supérieures. L'ingrédient actif de la plupart des décongestionnants est soit la pseudoéphédrine, soit la phényléphrine (cette dernière ayant une efficacité contestée). Les corticostéroïdes intranasaux peuvent également être utilisés comme décongestionnants et les antihistaminiques peuvent être utilisés pour soulager l'écoulement nasal, les démangeaisons nasales et les éternuements.
Les décongestionnants topiques (en) appliqués localement sous forme de solution diluée (0,05 à 0,1 %) produisent une vasoconstriction locale.
L'utilisation régulière de décongestionnants pendant de longues périodes doit être évitée car la fonction ciliaire de la muqueuse est altérée : une rhinite atrophique et une anosmie (perte de l'odorat) peuvent survenir en raison d'une vasoconstriction persistante.
Les décongestionnants peuvent être absorbés par le nez via un inhalateur et produire des effets systémiques, principalement une stimulation du système nerveux central et une augmentation de la tension artérielle. Ces médicaments doivent être utilisés avec prudence chez les hypertendus et chez ceux qui reçoivent des inhibiteurs de la monoamine oxydase (IMAO), car ils peuvent provoquer une crise hypertensive.
Les expectorants tels que la guaïfénésine sont un type de médicament apparenté qui aide à éliminer le mucus.

## Utilisations médicales
Les décongestionnants sont utilisés pour traiter la congestion nasale, par exemple en cas d'allergies, d'infections comme le rhume, la grippe, les sinusites et les polypes nasaux. Les décongestionnants sont également utilisés pour réduire les rougeurs dans le traitement des conjonctivites simples.
Une revue Cochrane de 2016 a trouvé des preuves insuffisantes pour soutenir l'utilisation de corticostéroïdes intranasaux dans le soulagement des symptômes du rhume ; cependant, la revue était basée sur trois essais et la qualité des preuves était considérée comme très faible.

## Pharmacologie
La grande majorité des décongestionnants agissent en améliorant la noradrénaline (noradrénaline) et l'épinéphrine (adrénaline) ou l'activité adrénergique en stimulant le récepteur α1-adrénergique, car ils médient la vasoconstriction et la constriction du système vasculaire nasal provoque la décongestion de la muqueuse nasale. Cela induit une vasoconstriction des vaisseaux sanguins du nez, de la gorge et des sinus paranasaux, ce qui entraîne une réduction de l'inflammation ( gonflement ) et de la formation de mucus dans ces zones.
Les sprays nasaux et les gouttes oculaires décongestionnants contiennent souvent de l'oxymétazoline et sont utilisés pour la décongestion topique (en)  . la pseudoéphédrine agit indirectement sur le système des récepteurs adrénergiques, tandis que la phényléphrine et l'oxymétazoline sont des agonistes directs. Les effets ne se limitent pas au nez et ces médicaments peuvent provoquer une hypertension (pression artérielle élevée) par vasoconstriction ; c’est pour cette raison qu’il est conseillé aux personnes souffrant d’hypertension de les éviter. Cependant, la plupart des décongestionnants ne sont pas des stimulants prononcés, en raison du manque de réponse des autres récepteurs adrénergiques. Outre l’hypertension, les effets secondaires courants comprennent l’insomnie, l’anxiété, les étourdissements, l’excitabilité et la nervosité.
Les décongestionnants topiques nasaux ou ophtalmiques développent rapidement une tachyphylaxie ( une diminution rapide de la réponse à un médicament après des doses répétées sur une courte période de temps ). Une utilisation à long terme n'est pas recommandée car ces agents perdent leur efficacité après quelques jours.

## Liste des agents

### Agents libérant de l'adrénaline

#### Commun ou largement commercialisé
- Éphédrine – contrôlée dans certaines juridictions pour une utilisation en vente libre
- Lévométhamphétamine (levmétamfétamine) (en) (Vicks VapoInhaler)
- Phénylpropanolamine
- Propylhexédrine (Benzedrex)
- Pseudoéphédrine (Sudafed) – contrôlée dans certaines juridictions pour une utilisation en vente libre
  - Pseudoephedrine/loratadine (en) (Claritin-D) – également un antihistaminique via la loratadine

#### Peu fréquent ou abandonné
- Amphétamine (anciennement vendue sous le nom de Benzédrine, désormais une substance contrôlée dans la plupart des juridictions)
- Cyclopentamine (en)
- Méphentermine (en)
- Méthylhexanamine
- Tuaminoheptane (en)

### Agonistes des récepteurs α-adrénergiques

#### Commun ou largement commercialisé
- Naphazoline
- Oxymétazoline
- Phényléphrine
- Synephrine (en)
- Tétryzoline
- Tramazoline (en)
- Xylométazoline

#### Peu fréquent ou abandonné
- Corbadrine (lévonordefrine) (en)
- Épinéphrine (adrénaline)
- Fénoxazoline (en)
- Métizoline (en)
- Norépinéphrine (noradrénaline)
- Tymazoline (en)

### Corticostéroïdes
- Dipropionate de béclométhasone (Beconase, QNASL)
- Budésonide (Rhinocort)
- Ciclésonide (Omnaris, Zetonna)
- Dexaméthasone
- Flunisolide (Nasarel)
- Fluticasone
- Furoate de fluticasone (Veramyst)
- Propionate de fluticasone (Flonase)
  - Azélastine/fluticasone (Dymista) – également un antihistaminique via l'azélastine
- Furoate de mométasone (Nasonex)
- Prednisolone
- Tixocortol pivalate (Pivalone)
- Triamcinolone (Nasacort)
- Acétonide de triamcinolone (en) (Nasacort, Allernaze)

### Divers

#### Commun ou largement commercialisé
- Solution saline ( solution d'eau et de chlorure de sodium )

#### Peu fréquent ou abandonné
- Cafaminol (en)

## Voir également
- Spray nasal